# تریگلاو
تریگلاو (آلمانی: Terglau) با ۲٬۸۶۴ متر ارتفاع بلندترین کوه کشور اسلوونی و بلندترین کوه رشته‌کوه جولین در آلپ است.این کوه یکی از مهم‌ترین نمادهای مردم این کشور محسوب می‌شود.پارک ملی تریگلاو، تنها پارک ملی اسلوونی در این کوه قراردارد.